# شی‌هوانگ‌دی
شی‌هوانگ‌دی (به انگلیسی: ShiHuangDi) پنجمین آلبوم استودیویی گروه سمفونیک پاور متال ایتالیایی دای مجستی است که در ۲۵ سپتامبر ۲۰۱۲ توسط اسکارلت رکوردز منتشر شد. این آلبوم که آلبومی مفهومی است به زندگینامهٔ چین شی هوانگ، نخستین امپراتور چین متحد در ۲۲۱ سال پیش از میلاد می‌پردازد. شی‌هوانگ‌دی همچنین نخستین آلبوم گروه دای مجستی به خوانندگی آلسیو تائورمینا و کیبردنوازی جوزپه کاروبا است.

## فهرست آهنگ‌ها
آلبوم شی‌هوانگ‌دی دارای ۱۱ قطعه به شرح زیر است:
| شماره | نام                                    | مدت   |
| ----- | -------------------------------------- | ----- |
| ۱.    | «Zhongguo» (بی‌کلام)                    | ۰۳:۳۰ |
| ۲.    | «Seven Reigns»                         | ۰۵:۵۵ |
| ۳.    | «Harbinger of a New Dawn»              | ۰۵:۲۷ |
| ۴.    | «Siblings of Tian»                     | ۰۶:۲۱ |
| ۵.    | «Walls of the Emperor»                 | ۰۶:۴۹ |
| ۶.    | «Under the Same Sky»                   | ۰۷:۱۸ |
| ۷.    | «Farewell»                             | ۰۷:۴۸ |
| ۸.    | «Huanghun» (بی‌کلام)                    | ۰۳:۰۶ |
| ۹.    | «Ephemeral»                            | ۰۷:۴۷ |
| ۱۰.   | «End of the Days» (باحضور فابیو لیونه) | ۰۶:۰۳ |
| ۱۱.   | «Requiem»                              | ۰۴:۲۶ |

## اعضا
اصلی
- السیو تائورمینا - خواننده
- سیمونه کامپیونه – گیتار
- جوزپه کاروبا – کیبورد
- داریو دالساندرو – گیتار بیس
- کلودیو دیپریما – درامز

مهمان
- فابیو لیونه – خوانندهٔ مهمان در ترک شمارهٔ ۱۰